# رسول كوداييف
رسول كوداييف (الروسية: Расул Кудаев) هو مواطن روسي اُعتقل خارج نطاق القانون من قبل الولايات المتحدة في معتقل غوانتانامو في كوبا. وهو مسلم من الجمهورية الروسية قبردينو-بلقاريا.
كان رسول يلعب المصارعة في شبابه وفاز في بطولة المصارعة 1995،
في عام 2000 سافر إلى آسيا الوسطى للتدريب الرياضي والاحتراف.
تم ترحيل رسول وستة أخرين من معتقلي غوانتانامو إلى روسيا، بعد أن واجهوا تهم: «عبور الحدود بطريقة غير مشروعة، وتدريب أعضاء مجموعة إجرامية، والعمل كمرتزقة في صراعات مسلحة»، ولكن أفرج عنهم دون محاكمة بعد وقت قصير.
في عام 2005 تم اعتقاله في نالتشيك من قبل السلطات الروسية بتهمة المشاركة في إعداد المتمردين في التمرد الذي حدث حينها. وفي 2 ديسمبر 2008 قالت التقارير أنه مريض بمرض خطير. ووفقا لهيومن رايتس ووتش: أنه لم يُحاكم، وأنه كان قد اكتسب أمراض الكبد في غوانتانامو، وتدهورت حالته الصحية لعدم تلقى العلاج الطبي، وأنه تعرض للضرب والإكراه على الاعتراف.